# Juan Lavalle
Pour les articles homonymes, voir Lavalle.
Juan Galo Lavalle (né à Buenos Aires le 20 octobre 1797 – mort à San Salvador de Jujuy le 9 octobre 1841) est un militaire indépendantiste argentin.

## Biographie
Juan Galo Lavalle est le fils de María Mercedes González Bordallo et de Manuel José Lavalle, comptable général des Rentes et du Tabac de la Vice-royauté du Río de la Plata, descendant direct du conquistador du Mexique Hernán Cortés.
Il gravit les échelons de la hiérarchie militaire, et se retrouve en 1814 à Montevideo, sous les ordres de Carlos María de Alvear. Il lutte au service du Directoire (unitaire) contre le chef fédéraliste José Gervasio Artigas en 1815. Sous le commandement de Manuel Dorrego, il combat à la bataille de Guayabos. Un an plus tard, il se rend à Mendoza pour intégrer l'Armée des Andes sous le commandement du Général José de San Martín et se battit dans les batailles de Chacabuco et de Maipú. Il participe aussi aux campagnes du Pérou et de l'Équateur, où il fait preuve d'une attitude exceptionnelle lors des combats de Pichincha et de Riobamba, grâce à quoi il est connu sous le nom de Héros de Riobamba.
À la suite d'une brouille avec Simón Bolívar, il rentre à Buenos Aires à la fin de 1823, gouvernant pendant une brève période la province de Mendoza. Il lutte dans la guerre du Brésil où, en février 1827, il vainc une colonne de 1 200 hommes à la bataille de Bacacay (es). Il se distingue aussi lors de la bataille d'Ituzaingó, y battant les forces du général brésilien Abreu.
De retour à Buenos Aires, il organise la révolution unitaire du 1er décembre 1828, à la suite de quoi il devient gouverneur de Buenos Aires (1828-1829). En décembre 1828, il capture et fait fusiller le gouverneur déposé Manuel Dorrego à Navarro. Après la Convention de Barracas, un accord avec Juan Manuel de Rosas, il se retire dans la Bande Orientale du Río de la Plata (actuellement l'Uruguay).

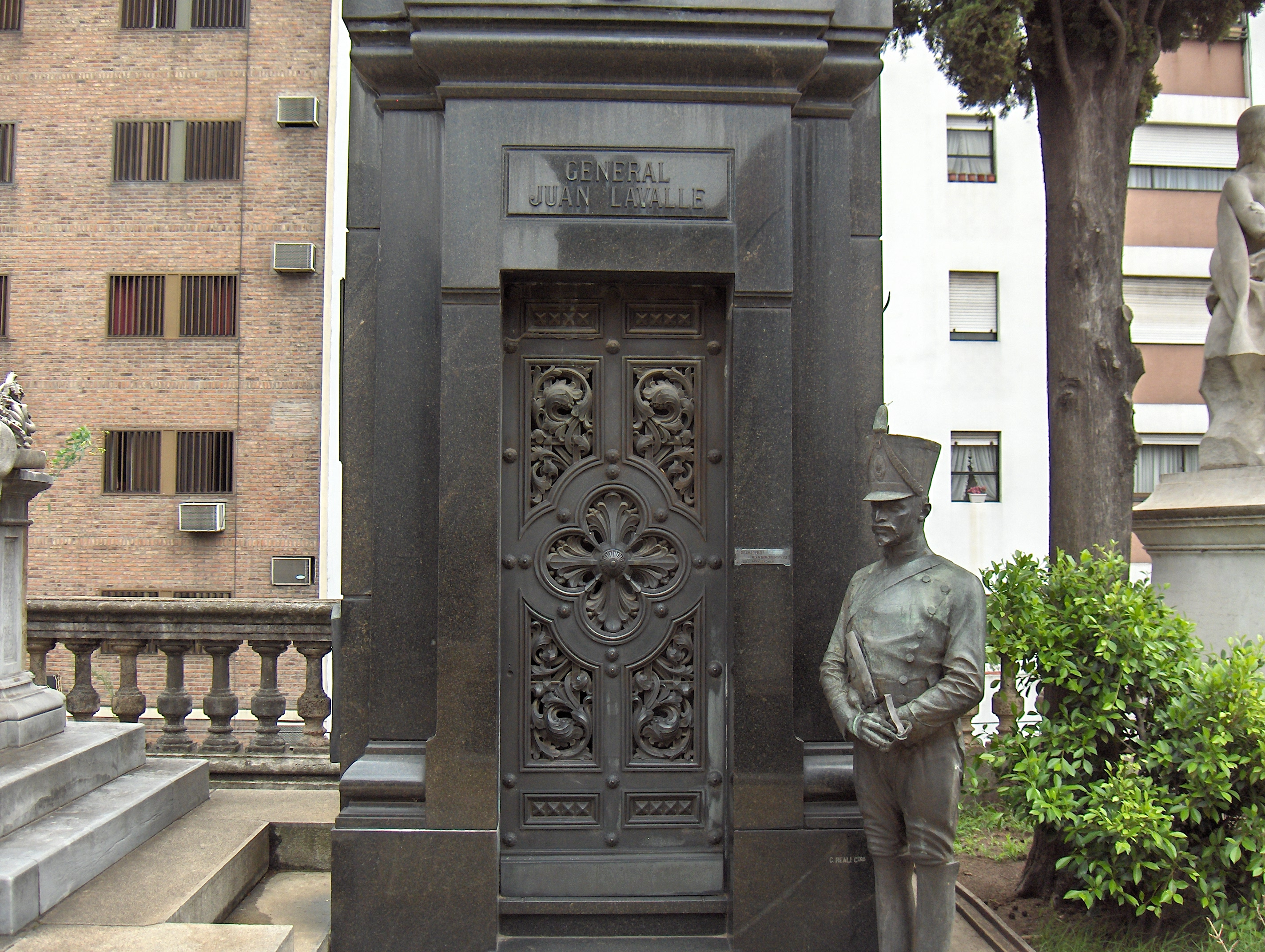
Mausolée du Général Lavalle au Cimetière de la Recoleta

En 1839, avec l'appui des exilés du régime rosiste, il passe en province d'Entre Ríos et commence à avancer avec l'objectif final de déposer Juan Manuel de Rosas.
Mais en septembre 1840, Rosas réussit à réunir 17 000 hommes sous le commandement du général Manuel Oribe pour lui faire face, à la suite de quoi Lavalle, à la tête d'à peine 1 100 soldats, se retire en province de Santa Fe. Sa troupe est constamment poursuivie et Lavalle échoue dans toutes ses tentatives de réorganiser sa petite armée. Cette campagne se termine avec sa mort le 9 octobre 1841 lors d'une action d'une escouade d'une trentaine de fédéralistes de Rosas dans la ville de San Salvador de Jujuy, capitale de la province de Jujuy : il est assassiné dans une maison de Jujuy au petit matin.

### Étrange parcours du corps de Lavalle
Mais sa dépouille est transportée en Bolivie par ses partisans afin d'éviter des outrages de la part des fédéralistes, ni que sa tête soit un trophée pour Rosas. Au cours de cette fuite, en Argentine, le corps est désossé. Ne sont conservés que ses os, son cœur et sa tête baignant dans un liquide conservateur. Il arrive en Bolivie le 21 octobre. Ses restes sont alors déposés dans la cathédrale de Potosí en Bolivie.
En 1861, ses restes sont transférés au cimetière de la Recoleta à Buenos Aires. Près de la porte du mausolée, devant laquelle veille une statue de grenadier, a été apposée cette inscription :

« Granadero: vela su sueño y si despierta dile que su Patria lo admira. »
 
« Grenadier, veille sur son sommeil, et s'il se réveille, dis-lui que la Patrie l'admire. »

## Crédit d'auteurs
- (es) Cet article est partiellement ou en totalité issu de l’article de Wikipédia en espagnol intitulé « Juan Lavalle » (voir la liste des auteurs).